# Fucoidan
Fucoidan es una sustancia viscosa proveniente de las algas marinas, específicamente de las algas pardas o de color café tales como el mozuku (Cladosiphon okamuranus), el mekabu (la parte plegada del wakame, cerca de la raíz) y el kombu(Laminaria japonica) y la hondawara, descubierta en 1913 por el Profesor Harald Kylin, en la Universidad de Uppsala (Suecia) después de una investigación que demostró la viscosidad de la misma.

## Descripción
Fucoidan es un grupo de polisacáridos sulfatados, nombrados así, por su contenido de fucosa sulfatada. Los polisacáridos, se caracterizan por tener un tipo de azúcar compuesto de al menos diez tipos de monosacáridos, los cuales se vinculan entre sí, a través de un proceso de deshidratación. Algunos de estos monosacáridos son la glucosa, la xilosa, el ácido úrico y la galactosa. Fucoidan está compuesto por una cadena de monosacáridos y su principal constituyente es la fucosa. 
El nombre fucoidan no hace alusión a ninguna sustancia con una estructura específica. Fue nombrado así por su gran nivel molecular de  polisacáridos. En un principio se le dio el nombre de fucoidin, pero con el paso del tiempo y la realización de nuevas investigaciones fue cambiado a fucoidan debido a la composición de sus azúcares.

## Propiedades medicinales
Sobre el dolor
Un reciente metanálisis mostró que el tratamiento preventivo con fucoidan produjo una reducción significativa del dolor en modelos animales. Además, varios estudios preclínicos han observado que el tratamiento con fucoidan reduce el dolor asociado a diversas patologías Finalmente, el fucoidan también ha sido probado en varios ensayos clínicos, mostrando cierto grado de eficacia analgésica, pero en su mayoría fueron pequeños estudios piloto Teniendo en cuenta toda la información anterior, se puede concluir que el fucoidan es una estrategia terapéutica prometedora para el tratamiento del dolor.

### Sobre la angiogénesis
Se pueden distinguir dos tipos de angiogénesis, la angiogénesis fisiológica o normal y la angiogénesis patológica o anormal. La angiogénesis patológica del cáncer, es activada por la presencia de factores de crecimiento.
Las células cancerosas emiten unas señales químicas especiales, que son captadas por los vasos sanguíneos, estos se sienten atraídos y se convierten en portadores y transportadores de nutrientes para ellas. Al recibir suficiente oxígeno y  nutrientes de los vasos capilares, el tumor crece y las células cancerosas pueden incluso, hacer metástasis en otras partes del cuerpo. 

Fucoidan es una sustancia que suprime el proceso de angiogénesis al prevenir la formación de vasos capilares, cortando así, con el flujo de oxígeno y el suministro de nutrientes a las células portadoras del cáncer haciendo que estas se debiliten.  
Un experimento realizado por David Servan, comprobó la función supresora de angiogénesis del fucoidan, al ponerlo en contacto con las células cancerosas. El experimento consistía en extraer una muestra de fucoidan del mozuku y otra del mekabu y mezclarlas junto con las células infectadas, con el fin de que estas se adhirieran a ambas concentraciones. Las células fueron cultivadas y con el paso del tiempo ambos cultivos demostraron una función supresora de angiogénesis en distintos niveles de acuerdo a su concentración. Aunque ambos mostraron capacidad para suprimir la angiogénesis, el efecto del mekabu fue más fuerte que el del mozuku.

### Sobre la apoptosis
También llamada muerte celular programada, es el proceso mediante el cual, la célula muere debido a estímulos intra o extracelulares. Es un proceso necesario en el organismo ya que contribuye al desarrollo de órganos y sistemas. También mantiene el proceso de homeostasis de las células y actúa como defensor frente a agentes patógenos.
Es importante la regulación constante de este proceso ya que su alteración produce patologías graves tales como tumores, efectos en el desarrollo, malformaciones y enfermedades neurodegenerativas y autoinmunes.
Experimentos demostraron que fucoidan induce la apoptosis en las células cancerosas por medio de la actividad de las caspasas. Este proceso se logra fragmentando los núcleos de las células y las actividades de dichas caspasas, las cuales son un grupo de proteínas relacionadas con la información y comunicación utilizada, para llevar a las células cancerosas a realizar el proceso de apoptosis.

### Sobre los oxidantes
El estrés, hábitos alimenticios y cotidianos, la contaminación ambiental y muchos otros factores, son los causantes de que el suministro de oxígeno, siendo estable bajo tierra, cambie dentro de nosotros para convertirse en radicales de oxígeno, hidroxilo, peróxido o superóxido. Los radicales de oxígeno presentan efectos negativos en varias partes del cuerpo humano y por esta razón, se cree que son los causantes de la hipertensión arterial, la enfermedad de Parkinson, la arteriosclerosis, el envejecimiento prematuro y el cáncer. El cuerpo humano activa ciertos mecanismos antioxidantescon el fin de atacar esas reacciones negativas y proteger el organismo de ellas. Para poder remover los radicales de oxígeno, nuestro organismo produce peroxidasa, catalasa, superóxido dismutasa (SOD) y otras enzimas altamente antioxidantes que arrasan con los radicales completamente.
Los antioxidantes naturales provenientes de los alimentos son esenciales para que realizar este proceso y para que exista un equilibrio junto con el oxígeno. Es importante una sana alimentación ya que la vitamina E, el ácido ascórbico (vitamina C), grupos de polifenol y otras sustancias capaces de eliminar los radicales de oxígeno y proteger el organismo se encuentran en los alimentos.
Un experimento que implicaba usar radicales DPPH e hidroxilo causados por las reacciones de reducción-oxidación del hierro, permitió analizar la acción antioxidante del fucoidan. En cada uno de los niveles de los radicales se evidenció, un aumento en la concentración de fucoidan, lo que confirmó sus propiedades antioxidantes. También se encontró que fucoidan podría tener polifenoles, encontrados también en el té, el vino tinto y las hierbas y capaces de realizar el proceso antioxidante en el cuerpo.
El descubrimiento de la acción antioxidante del fucoidan podría ser altamente significativo en la prevención del cáncer y otras enfermedades terminales.